# Die schweigsame Frau
La Femme silencieuse
Die schweigsame Frau (La Femme silencieuse) est un opéra en trois actes de Richard Strauss sur un livret de Stefan Zweig d'après la comédie Epicoene or The Silent Woman de Benjamin Jonson (1609). Il est créé à Dresde le 24 juin 1935 sous la direction de Karl Böhm.

## Historique
Après le décès de Hugo von Hoffmannstahl, avec qui il avait l'habitude de travailler, Richard Strauss demanda à Stefan Zweig s'il était prêt à collaborer avec lui. L'œuvre était déjà bien avancée lorsqu'Hitler accéda au pouvoir en janvier 1933, et peu après, il fut interdit aux théâtres allemands de représenter des œuvres auxquelles des Juifs auraient collaboré. Stefan Zweig étant juif, l'opéra semblait condamné.

« Pour moi, ce décret me parut régler le sort de notre opéra. J'admis comme tout naturel que Richard Strauss allait interrompre son travail et en recommencer un autre avec un autre collaborateur. »

— Stefan Zweig, Incipit Hitler, Le monde d'hier (1942)
Richard Strauss souhaita néanmoins poursuivre sa collaboration avec Stefan Zweig, et envisageait même de la poursuivre ensuite avec un autre opéra. Hitler autorisa personnellement cet opéra. Mais après deux représentations à Dresde, l'œuvre fut interdite et ne put plus être donnée en Allemagne avant la fin de la Seconde Guerre mondiale. Richard Strauss s'était exprimé un peu trop franchement dans une lettre — que la Gestapo a interceptée — sur sa position en tant que président de la Chambre de la musique du Reich.

## Distribution
| Rôle                              | Voix               | Premiere, 24 juin, 1935 (Chef d'orchestre: Karl Böhm) |
| --------------------------------- | ------------------ | ----------------------------------------------------- |
| Sir Morosus, amiral à la retraite | basse              | Friedrich Plaschke                                    |
| Widow Zimmerlein, sa gouvernante  | contralto          | Helene Jung                                           |
| Schneidebart, un barbier          | high baryton       | Mathieu Ahlersmeyer                                   |
| Henry Morosus, neveu de l'admiral | high ténor         | Martin Kremer                                         |
| Aminta, sa femme                  | coloratura soprano | Maria Cebotari                                        |
| Isotta, chanteuse d'opéra         | soprano colorature | Erna Sack                                             |
| Carlotta, chanteuse d'opéra       | mezzo-soprano      | Maria Hundt                                           |
| Morbio, chanteur d'opéra          | baryton            | Rudolf Schmalnauer                                    |
| Vanuzzi, chanteur d'opéra         | basse              | Kurt Böhme                                            |
| Farfallo, chanteur d'opéra        | basse              | Ludwig Ermold                                         |
| Le perroquet                      | rôle parlé         |                                                       |
| Acteurs, voisins                  |                    |                                                       |

### Argument

#### Acte 1
L'action se déroule à Londres vers 1760. Depuis une terrible explosion à bord de son navire, l'amiral anglais Sir Morosus ne supporte pas le bruit. Il ne cesse de se plaindre du bruit fait par sa gouvernante et le voisinage. Son barbier lui conseille de choisir une femme silencieuse. L'amiral est sceptique, mais le barbier réussit à le convaincre des avantages du mariage.
Le neveu de Morosus, Henry, arrive. Il apprend à son oncle qu'il est devenu chanteur d'opéra et qu'il est venu avec sa troupe. Celui-ci, furieux, l'insulte, le déshérite sur le champ et le jette dehors, ainsi que sa jeune femme Aminta, membre de la troupe.
Henry aimerait se venger de cet accueil, et récupérer son héritage. Il fait alliance avec le barbier pour tromper le vieil homme.

#### Acte 2
Trois chanteuses de la troupe joueront le rôle de candidates au mariage, Isotta, Carlotta et Aminta. Isotta est une jeune élégante prétentieuse, Carlotta, une paysanne empotée. Toutes deux sont promptement renvoyées. Aminta, qui se fait appeler Timida, est, elle, la « femme silencieuse », et Morosus est séduit par sa beauté. Mais Aminta a des scrupules à le tromper. Un faux mariage, avec deux membres de la troupe dans les rôles du prêtre et du notaire, s'ensuit.
Dès qu'elle est mariée, « Timida » change radicalement d'attitude, accumulant les scènes et faisant du tapage, et, au désespoir de Morosus, le reste de la troupe se joint au vacarme. Henry vient à la rescousse et fait sortir tout le monde.

#### Acte 3
Le cauchemar de Morosus n'est pas encore terminé. Les membres de la troupe redécorent bruyamment la maison, sous les ordres de « Timida ». Henry, déguisé, donne une leçon de chant à la jeune épouse. Morosus n'a plus qu'une idée en tête : divorcer. Un divorce fictif est mis en scène, puis Henry et Aminta dévoilent enfin la supercherie à Morosus, d'abord stupéfait, puis furieux, et enfin soulagé. Henry récupère son héritage, et promet à son oncle de lui épargner tout vacarme excessif. Morosus, dans son fauteuil, savoure sa paix retrouvée (air « Wie schön ist doch die Musik »).

## Discographie sélective
- Karl Böhm dirige le chœur de l'Opéra de Vienne et l'Orchestre philharmonique de Vienne avec Hans Hotter, Hilde Gueden, Hermann Prey, Fritz Wunderlich, Mélodram 1959
- Heinz Walberg dirige l'orchestre symphonique de la Radio-Bavaroise avec  Hans Hotter, Ingeborg Hallstein, Hermann Prey, Fritz Wunderlich, enregistrement radiodiffusé en 1960, publication d'un CD en Mars 2024 par le label BR Klassik à l'occasion du soixante-quinzième anniversaire de la formation orchestrale[3]

## Sources
- John Warrak, Harold Rosenthal, guide de l'opéra, éd.Fayard 1986 p.269  (ISBN 2-213-01563-5)
- Harewood, George Lascelles, Tout l'opéra: de Monteverdi à nos jours, éd. Robert Laffont, 1991, pp.686-688 ( (ISBN 9782221071311))
- Dieter Zöchling, Die Oper: farbiger Führer durch Oper, Operette, Musical, éd. Harenberg, 1988, pp.531-532 ( (ISBN 3611000248))